# Androlymnia difformis
Androlymnia difformis is een vlinder uit de familie uilen (Noctuidae). De wetenschappelijke naam van deze soort is voor het eerst geldig gepubliceerd in 1938 door Roepke.
De soort komt voor in tropisch Afrika.